# 1526 v. Chr.
Portal Geschichte | Portal Biografien | Aktuelle Ereignisse | Jahreskalender | Tagesartikel

◄ |
17. Jahrhundert v. Chr. |
16. Jahrhundert v. Chr. |
15. Jahrhundert v. Chr. |
►

1510er v. Chr. |
1500er v. Chr. |
►

1526 v. Chr. |
1525 v. Chr. |
1524 v. Chr. |
1523 v. Chr. |
► |
►►

## Gestorben

### Genaues Todesdatum unbekannt
- He Dan Jia, König über China (* unbekannt)